# Europäische Hallenspiele 1969
Die 4. Europäischen Hallenspiele wurden am 8. und 9. März 1969 in Belgrad ausgetragen. Die Wettkämpfe fanden in der Messehalle 1 der Messe Belgrad statt.

## Ergebnisse Männer

### 50 m
| Platz | Athlet           | Land | Zeit (s) |
| ----- | ---------------- | ---- | -------- |
| 1     | Zenon Nowosz     | POL  | 5,8      |
| 2     | Walerij Borsow   | URS  | 5,8      |
| 3     | Bob Frith        | GBR  | 5,8      |
| 4     | Günter Gollos    | GDR  | 5,9      |
| 5     | Ivan Karasi      | YUG  | 5,9      |
| 6     | Jewgeni Sinjajew | URS  | 5,9      |
| 7     | Petr Utěkal      | TCH  | 5,9      |

### 400 m
| Platz | Athlet          | Land | Zeit (s) |
| ----- | --------------- | ---- | -------- |
| 1     | Jan Balachowski | POL  | 47,3     |
| 2     | Jan Werner      | POL  | 47,4     |
| 3     | Juri Sorin      | URS  | 47,4     |
| 4     | Colin Campbell  | GBR  | 47,8     |

### 800 m
| Platz | Athlet              | Land | Zeit (min) |
| ----- | ------------------- | ---- | ---------- |
| 1     | Dieter Fromm        | GDR  | 1:46,6     |
| 2     | Henryk Szordykowski | POL  | 1:47,1     |
| 3     | Noel Carroll        | IRL  | 1:47,6     |
| 4     | Bob Adams           | GBR  | 1:49,2     |
| 5     | Pierre Toussaint    | FRA  | 1:50,5     |
| 6     | Gerd Larsen         | DEN  | 1:51,2     |
| 7     | Jože Međimurec      | YUG  | 1:51,9     |
| 8     | Ján Šišovský        | TCH  | 1:52,0     |

### 1500 m
| Platz | Athlet           | Land | Zeit (min) |
| ----- | ---------------- | ---- | ---------- |
| 1     | Edgard Salvé     | BEL  | 3:45,9     |
| 2     | Knut Brustad     | NOR  | 3:46,2     |
| 3     | Walter Wilkinson | GBR  | 3:46,4     |
| 4     | Gianni Del Buono | ITA  | 3:46,9     |
| 5     | Ivan Jokić       | YUG  | 3:51,4     |
| 6     | Jerzy Maluśki    | POL  | 3:52,3     |
| 7     | Arnd Krüger      | FRG  | 4:00,7     |
|       | Pierre Viaux     | FRA  | DNF        |

### 3000 m
| Platz | Athlet            | Land | Zeit (min) |
| ----- | ----------------- | ---- | ---------- |
| 1     | Ian Stewart       | GBR  | 7:55,4     |
| 2     | Javier Álvarez    | ESP  | 7:56,2     |
| 3     | Werner Girke      | FRG  | 7:56,8     |
| 4     | Lajos Mecser      | HUN  | 8:01,0     |
| 5     | Pavel Pěnkava     | TCH  | 8:03,2     |
| 6     | Dane Korica       | YUG  | 8:04,4     |
| 7     | Umberto Risi      | ITA  | 8:04,4     |
| 8     | Stanisław Podzoba | POL  | 8:09,6     |

### 50 m Hürden
| Platz | Athlet          | Land | Zeit (s) |
| ----- | --------------- | ---- | -------- |
| 1     | Alan Pascoe     | GBR  | 6,6      |
| 2     | Werner Trzmiel  | FRG  | 6,6      |
| 3     | Nicolae Pertea  | ROU  | 6,7      |
| 4     | Sergio Liani    | ITA  | 6,8      |
| 5     | Raimund Bethge  | GDR  | 6,8      |
| 6     | Günther Nickel  | FRG  | 6,9      |
| 7     | Oleg Stepanenko | URS  | 6,9      |

### 4 × 390 m Staffel
| Platz | Land           | Athleten                                                          | Zeit (min) |
| ----- | -------------- | ----------------------------------------------------------------- | ---------- |
| 1     | Polen          | Jan Werner Jan Radomski Andrzej Badeński Jan Balachowski          | 3:01,9     |
| 2     | Sowjetunion    | Leonid Mikischew Alexander Brattschikow Walerij Borsow Juri Sorin | 3:01,9     |
| 3     | BR Deutschland | Dieter Hübner Herbert Moser Peter Bernreuther Manfred Kinder      | 3:04,5     |
| 4     | Jugoslawien    | Luciano Sušanj Danko Ištvan Miro Kocuvan Stjepan Kremer           | 3:09,1     |

### 1950 m Staffel (1 + 2 + 3 + 4 Runden)
| Platz | Land        | Athleten                                                            | Zeit (min) |
| ----- | ----------- | ------------------------------------------------------------------- | ---------- |
| 1     | Polen       | Edward Romanowski Andrzej Badeński Henryk Szordykowski Jan Radomski | 4:16,4     |
|       | Jugoslawien |                                                                     | DNF        |

### 3 × 1000 m Staffel
| Platz | Land             | Athleten                                     | Zeit (min) |
| ----- | ---------------- | -------------------------------------------- | ---------- |
| 1     | BR Deutschland   | Anton Adam Walter Adams Harald Norpoth       | 7:08,0     |
| 2     | Tschechoslowakei | Ján Šišovský Petr Bláha Pavel Pěnkava        | 7:23,1     |
| 3     | Jugoslawien      | Radovan Piplović Slavko Koprivica Adam Ladik | 7:42,8     |

### Hochsprung
| Platz | Athlet             | Land | Höhe (m) |
| ----- | ------------------ | ---- | -------- |
| 1     | Walentin Gawrilow  | URS  | 2,17     |
| 2     | Henry Elliott      | FRA  | 2,14     |
| 3     | Șerban Ioan        | ROU  | 2,14     |
| 4     | Rudi Köppen        | GDR  | 2,11     |
| 5     | Michel Portmann    | SUI  | 2,08     |
| 6     | Ewgeni Jordanow    | BUL  | 2,08     |
| 7     | József Tihanyi     | HUN  | 2,08     |
| 8     | Luis María Garriga | ESP  | 2,08     |

### Stabhochsprung
| Platz | Athlet              | Land | Höhe (m) |
| ----- | ------------------- | ---- | -------- |
| 1     | Wolfgang Nordwig    | GDR  | 5,20     |
| 2     | Hennadij Blesnizow  | URS  | 5,10     |
| 3     | Joachim Bär         | GDR  | 5,10     |
| 4     | Juri Issakow        | URS  | 5,10     |
| 5     | Renato Dionisi      | ITA  | 5,00     |
| 6     | Kjell Isaksson      | SWE  | 5,00     |
| 7     | John-Erik Blomqvist | SWE  | 5,00     |
| 8     | Dinu Pistalu        | ROU  | 4,90     |

### Weitsprung
| Platz | Athlet               | Land | Weite (m) |
| ----- | -------------------- | ---- | --------- |
| 1     | Klaus Beer           | GDR  | 7,77      |
| 2     | Lynn Davies          | GBR  | 7,76      |
| 3     | Rafael Blanquer      | ESP  | 7,63      |
| 4     | Vasile Sărucan       | ROU  | 7,61      |
| 5     | Miljenko Rak         | YUG  | 7,53      |
| 6     | Mauri Myllymäki      | FIN  | 7,42      |
| 7     | Reinhold Boschert    | FRG  | 7,39      |
| 8     | Stanisław Szudrowicz | POL  | 7,38      |

### Dreisprung
| Platz | Athlet         | Land | Weite (m) |
| ----- | -------------- | ---- | --------- |
| 1     | Mikalaj Dudkin | URS  | 16,73     |
| 2     | Zoltán Cziffra | HUN  | 16,46     |
| 3     | Carol Corbu    | ROU  | 16,20     |
| 4     | Michael Sauer  | FRG  | 15,86     |
| 5     | Dragán Ivanov  | HUN  | 15,79     |
| 6     | Derek Boosey   | GBR  | 15,63     |
| 7     | Adam Adamek    | POL  | 15,60     |
| 8     | Jan Broda      | TCH  | 15,48     |

### Kugelstoßen
| Platz | Athlet                   | Land | Weite (m) |
| ----- | ------------------------ | ---- | --------- |
| 1     | Heinfried Birlenbach     | FRG  | 19,51     |
| 2     | Hartmut Briesenick       | GDR  | 19,19     |
| 3     | Heinz-Joachim Rothenburg | GDR  | 18,69     |
| 4     | Traugott Glöckler        | FRG  | 18,20     |
| 5     | Arnjolt Beer             | FRA  | 18,18     |
| 6     | Sándor Holub             | HUN  | 17,73     |
| 7     | Miroslav Janoušek        | TCH  | 17,65     |
| 8     | Ivan Ivančić             | YUG  | 17,53     |

## Ergebnisse Frauen

### 50 m
| Platz | Athletin         | Land | Zeit (s) |
| ----- | ---------------- | ---- | -------- |
| 1     | Irena Szewińska  | POL  | 6,4      |
| 2     | Sylviane Telliez | FRA  | 6,5      |
| 3     | Madeleine Cobb   | GBR  | 6,5      |
| 4     | Galina Kusnezowa | URS  | 6,5      |
| 5     | Urszula Jóźwik   | POL  | 6,5      |
| 6     | Karin Balzer     | GDR  | 6,6      |
| 7     | Eva Putnová      | TCH  | 6,6      |

### 400 m
| Platz | Athletin          | Land | Zeit (s) |
| ----- | ----------------- | ---- | -------- |
| 1     | Colette Besson    | FRA  | 54,0     |
| 2     | Christel Frese    | FRG  | 54,8     |
| 3     | Rosemary Stirling | GBR  | 54,8     |
|       | Raissa Nikanorowa | URS  | DNF      |

### 800 m
| Platz | Athletin             | Land | Zeit (min) |
| ----- | -------------------- | ---- | ---------- |
| 1     | Barbara Wieck        | GDR  | 2:05,3     |
| 2     | Magdolna Kulcsár     | HUN  | 2:07,5     |
| 3     | Anna Simina          | URS  | 2:08,0     |
| 4     | Emília Ovádková      | TCH  | 2:09,8     |
| 5     | Zofia Kołakowska     | POL  | 2:10,8     |
| 6     | Annelise Damm Olesen | DEN  | 2:11,6     |
| 7     | Mirjana Kovačev      | YUG  | 2:15,7     |
| 8     | Maria Sykora         | AUT  | 2:18,7     |

### 50 m Hürden
| Platz | Athletin              | Land | Zeit (s) |
| ----- | --------------------- | ---- | -------- |
| 1     | Karin Balzer          | GDR  | 7,2      |
| 2     | Meta Antenen          | SUI  | 7,3      |
| 3     | Christine Perera      | GBR  | 7,4      |
| 4     | Galina Kusnezowa      | URS  | 7,4      |
| 5     | Christiane Martinetto | FRA  | 7,5      |
| 6     | Marijana Lubej        | YUG  | 7,6      |
| 7     | Heide Rosendahl       | FRG  | 7,6      |

### 4 × 195 m Staffel
| Platz | Land        | Athletinnen                                                             | Zeit (min) |
| ----- | ----------- | ----------------------------------------------------------------------- | ---------- |
| 1     | Frankreich  | Odette Ducas Sylviane Telliez Colette Besson Christiane Martinetto      | 1:34,3     |
| 2     | Sowjetunion | Galina Bucharina Wera Popkowa Ljudmila Golomasowa Ljudmila Samotjossowa | 1:34,6     |
| 3     | Jugoslawien | Darja Marolt Verica Ambrozi Ljiljana Petnjarić Marijana Lubej           | 1:36,9     |
| 4     | Österreich  | Inge Aigner Maria Sykora Liese Prokop Hannah Kleinpeter                 | 1:42,0     |

### 1950 m Staffel (1 + 2 + 3 + 4 Runden)
| Platz | Land        | Athletinnen                                                                | Zeit (min) |
| ----- | ----------- | -------------------------------------------------------------------------- | ---------- |
| 1     | Sowjetunion | Wera Popkowa Ljudmila Samotjossowa Raissa Nikanorowa Anna Simina           | 1:12,4     |
| 2     | Polen       | Irena Szewińska Zdzisława Robaszewska Elżbieta Skowrońska Zofia Kołakowska | 1:14,0     |
| 3     | Jugoslawien | Verica Ambrozi Ika Maričić Mirjana Kovačev Ninoslava Tikvicki              | 1:14,1     |
|       | Ungarn      | Györgyi Balogh Antónia Munkácsi Magdolna Kulcsár Olga Kazi                 | DNF        |

### Hochsprung
| Platz | Athlet            | Land | Höhe (m) |
| ----- | ----------------- | ---- | -------- |
| 1     | Rita Schmidt      | GDR  | 1,82     |
| 2     | Jordanka Blagoewa | BUL  | 1,82     |
| 3     | Antonina Lasarewa | URS  | 1,79     |
| 4     | Walentyna Kosyr   | URS  | 1,79     |
| 5     | Ghislaine Barnay  | FRA  | 1,79     |
| 6     | Mária Faithová    | TCH  | 1,76     |
| 7     | Danuta Berezowska | POL  | 1,76     |
| 8     | Breda Babošek     | YUG  | 1,73     |

### Weitsprung
| Platz | Athletin           | Land | Weite (m) |
| ----- | ------------------ | ---- | --------- |
| 1     | Irena Szewińska    | POL  | 6,38      |
| 2     | Sue Scott          | GBR  | 6,18      |
| 3     | Meta Antenen       | SUI  | 6,15      |
| 4     | Heide Rosendahl    | FRG  | 6,10      |
| 5     | Odette Ducas       | FRA  | 6,07      |
| 6     | Mirosława Sarna    | POL  | 6,02      |
| 7     | Hannah Kleinpeter  | AUT  | 5,97      |
| 8     | Tatjana Bytschkowa | URS  | 5,93      |

### Kugelstoßen
| Platz | Athletin           | Land | Weite (m) |
| ----- | ------------------ | ---- | --------- |
| 1     | Marita Lange       | GDR  | 17,52     |
| 2     | Iwanka Christowa   | BUL  | 16,94     |
| 3     | Ingeburg Friedrich | GDR  | 16,42     |
| 4     | Judit Bognár       | HUN  | 15,58     |
| 5     | Helena Fibingerová | TCH  | 14,49     |
| 6     | Mirjana Bosnić     | YUG  | 14,22     |
| 7     | Liese Prokop       | AUT  | 12,97     |